# Dendrocryphaea tasmanica
Dendrocryphaea tasmanica là một loài Rêu trong họ Cryphaeaceae. Loài này được (Mitt.) Broth. miêu tả khoa học đầu tiên năm 1905.